# Bîșiv, Halîci
Bîșiv (în ucraineană Бишів) este un sat în comuna Delieve din raionul Halîci, regiunea Ivano-Frankivsk, Ucraina.

## Demografie
Componența lingvistică a localității Bîșiv
     Ucraineană (100%)
Conform recensământului din 2001, toată populația localității Bîșiv era vorbitoare de ucraineană (100%).